# Willem van Berg-Ravensberg
Willem II van Ravensberg (1382 - 22 november 1428) was de jongste zoon van Willem II van Berg en Anna van de Palts en een broer van hertog Adolf I van Berg en Gulik.
In 1401 werd hij (niet-gewijd) bisschop van Paderborn. In 1402 draagt zijn vader hem het bestuur over Ravensberg over. Willem hervormde het klooster Böddeken bij Büren in de zin van de Moderne Devotie, maar toen hij dat ook wilde doen met het klooster Abdinghof in Paderborn, joeg hij burgerij en standen tegen zich in het harnas. Een poging om aartsbisschop van Keulen te worden in 1411 mislukte en Willem diende zich ook uit Paderborn terug te trekken.
Willem was gehuwd met Adelheid van Tecklenburg, dochter van Nicolaas II van Tecklenburg, en lag met zijn zoon Gerard aan de basis van een nieuwe tak van de hertogen van Berg, die ook Gulik bestuurden.

## Voorouders
| Voorouders van Willem II van Ravensberg | Voorouders van Willem II van Ravensberg                               | Voorouders van Willem II van Ravensberg                               | Voorouders van Willem II van Ravensberg                              | Voorouders van Willem II van Ravensberg                              | Voorouders van Willem II van Ravensberg                                | Voorouders van Willem II van Ravensberg                                | Voorouders van Willem II van Ravensberg                                | Voorouders van Willem II van Ravensberg                                |
| --------------------------------------- | --------------------------------------------------------------------- | --------------------------------------------------------------------- | -------------------------------------------------------------------- | -------------------------------------------------------------------- | ---------------------------------------------------------------------- | ---------------------------------------------------------------------- | ---------------------------------------------------------------------- | ---------------------------------------------------------------------- |
| Overgrootouders                         | Willem VI van Gulik (1299-1361) ∞ Johanna van Henegouwen (1315-1374), | Willem VI van Gulik (1299-1361) ∞ Johanna van Henegouwen (1315-1374), | Otto IV van Ravensberg (1276-1328) ∞ Margaretha van Berg (1285-1340) | Otto IV van Ravensberg (1276-1328) ∞ Margaretha van Berg (1285-1340) | Adolf van de Palts (1300-1327) ∞ Irmengard van Oettingen (1310-1389)   | Adolf van de Palts (1300-1327) ∞ Irmengard van Oettingen (1310-1389)   | Peter II van Sicilië (1304-1342) ∞ Elisabeth van Karinthië (-)         | Peter II van Sicilië (1304-1342) ∞ Elisabeth van Karinthië (-)         |
| Grootouders                             | Gerard van Berg (1325-1360) ∞ Margaretha van Ravensberg (?-1389)      | Gerard van Berg (1325-1360) ∞ Margaretha van Ravensberg (?-1389)      | Gerard van Berg (1325-1360) ∞ Margaretha van Ravensberg (?-1389)     | Gerard van Berg (1325-1360) ∞ Margaretha van Ravensberg (?-1389)     | Ruprecht II van de Palts (1325-1398) ∞ Beatrix van Sicilië (1326-1365) | Ruprecht II van de Palts (1325-1398) ∞ Beatrix van Sicilië (1326-1365) | Ruprecht II van de Palts (1325-1398) ∞ Beatrix van Sicilië (1326-1365) | Ruprecht II van de Palts (1325-1398) ∞ Beatrix van Sicilië (1326-1365) |
| Ouders                                  | Willem I/II van Berg (1348-1408) ∞ Anna van de Palts (1346-1408)      | Willem I/II van Berg (1348-1408) ∞ Anna van de Palts (1346-1408)      | Willem I/II van Berg (1348-1408) ∞ Anna van de Palts (1346-1408)     | Willem I/II van Berg (1348-1408) ∞ Anna van de Palts (1346-1408)     | Willem I/II van Berg (1348-1408) ∞ Anna van de Palts (1346-1408)       | Willem I/II van Berg (1348-1408) ∞ Anna van de Palts (1346-1408)       | Willem I/II van Berg (1348-1408) ∞ Anna van de Palts (1346-1408)       | Willem I/II van Berg (1348-1408) ∞ Anna van de Palts (1346-1408)       |
| Willem II van Ravensberg (1382-1428)    |                                                                       |                                                                       |                                                                      |                                                                      |                                                                        |                                                                        |                                                                        |                                                                        |